# Буньяра
Буньяра (итал. Bugnara) — коммуна в Италии, располагается в области Абруццо, в провинции Л’Акуила.
Население составляет 1034 человека (2021 г.), плотность населения составляет 42 чел./км². Занимает площадь 26 км². Почтовый индекс — 67030. Телефонный код — 0864.
Покровителями коммуны почитаются святые Магн и Викторин, празднование 4 и 5 сентября.

## Демография
Динамика населения:

## Администрация коммуны
- Официальный сайт: http://www.comunedibugnara.it Архивная копия от 16 декабря 2021 на Wayback Machine